# 警察特攻隊
警察特攻隊（韓語：경찰특공대，簡稱：SOU）是大韓民國警察廳轄下的警察戰術單位。

## 任務
警察特攻隊的任務包括：壓制發生在韓國本土的恐襲事件並保護韓國公民、搜索並拆除恐襲事件中的爆炸裝置、反恐、針對嚴重犯罪的執法行動，例如：槍擊事件和人質事件、要員保護、在大型公眾活動或國際賽事中的保安任務，以及在災難中拯救平民等。

## 架構
警察特攻隊已在韓國18個道市的警察部門下設立並持續運作中。為了更有效地應對包括恐怖主義在內的嚴重犯罪，全國被劃分為首都、中部、內陸、嶺南、湖南五個地區，並將首爾、世宗、大邱、釜山、光州指定為“中央特攻隊”，以建立支援體系，加強各地區的人力和裝備力量。
每支警察特攻隊通常由一群戰術人員、爆炸品處理人員（EOD）和偵緝犬幹員組成。除了首爾警察廳外，每個地區辦公室所屬的警察特攻隊成員大約為25—40人。與其他直屬單位一樣，它們隸屬於市／省警察局長，警察特攻隊指揮官的級別從警司到警司長不等。不過，各地區辦事處的規定有所不同。

## 歷史
為了在1986年漢城亞運會、1988年漢城奧運會等國際盛事前有效開展反恐工作，防範恐怖主義犯罪，根據總統令第47號，警察特攻隊於1983年6月4日在內務部（現警察廳）保安總部第二保安科下成立。 1994年5月4日，根據總統令第14250號，警察特攻隊由警察廳劃轉至首爾地方警察廳，同時，第101保安隊、第22特別保安隊、機動隊、國會保安隊、政府大樓保安隊、金浦國際機場警察隊、戰鬥警察隊等也劃轉至首爾地方警察廳。從1997年開始，首爾以外的各省市警察機關也成立了警察特攻隊。
過去，部隊名稱是以三位數表示。例如，KNP868 是韓國國家警察 86/88 的縮寫，是首爾地方警察廳下屬的反恐部隊。這個命名方式在2018年，警察特攻隊的英文名稱被改為SOU後已不再使用。

## 人員選拔
只有擁有警察特攻隊所認可的警察或軍事特種部隊經驗的人員，才有資格申請成為韓國警察廳戰術人員。據說，該廳的人力資源非常優秀，因為它設定了許多嚴格的條件，例如擁有二級或以上的武術水平以及視力達到 1.0 或更高。
來自全國各地的優秀申請者，通過了高門檻的資格要求，都會經過嚴格的篩選，並在同一級別上被選中，無一例外。

## 各地區的警察特攻隊
- 首爾地方警察廳警察特攻隊
- 釜山地方警察廳警察特攻隊
- 大邱地方警察廳警察特攻隊
- 仁川地方警察廳警察特攻隊
- 光州地方警察廳警察特攻隊
- 大田地方警察廳警察特攻隊
- 蔚山地方警察廳警察特攻隊
- 世宗特別自治市警察廳警察特攻隊
- 京畿南部地方警察廳警察特攻隊
- 京畿道北部警察廳警察特攻隊
- 江原特別自治道警察廳警察特攻隊
- 忠清北道地方警察廳警察特攻隊
- 忠清南道地方警察廳警察特攻隊
- 全北特別自治道警察廳警察特攻隊
- 全羅南道警察廳警察特攻隊
- 慶尚北道警察廳警察特攻隊
- 慶尚南道警察廳警察特攻隊
- 濟州特別自治道警察廳警察特攻隊

## 已知裝備

### 個人武器

#### 手槍
| 武器名稱      | 原產地 | 備註 |
| ------------- | ------ | ---- |
| HK P7M13      | 德国   | -    |
| 貝瑞塔92F     | 義大利 | -    |
| 大宇K5        |        | -    |
| HK USP9戰術型 | 德国   | -    |
| 格洛克17      | 奥地利 | -    |
| HK SFP9       | 德国   | -    |

#### 衝鋒槍
| 武器名稱 | 原產地                                                             | 備註 |
| -------- | ------------------------------------------------------------------ | ---- |
| HK MP5A5 | 德国                                                               | -    |
| HK UMP9  | 德国                                                               | -    |
| HK MP7A1 | 德国                                                               | -    |
| 大宇K7   |                                                                    | -    |
| 大宇K1A  | 5.56毫米口徑卡賓槍，被韓國軍隊定位為“衝鋒槍”；配搭皮卡汀尼導軌配件 |      |

#### 突擊步槍
| 武器名稱 | 原產地 | 備註 |
| -------- | ------ | ---- |
| HK416    | 德国   | -    |
| DD MK18  | 美国   | -    |
| IWI ARAD | 以色列 | -    |

#### 狙擊步槍
| 武器名稱      | 原產地 | 備註       |
| ------------- | ------ | ---------- |
| 精密國際AX308 | 英国   | -          |
| HK PSG1       | 德国   | -          |
| HK G28        | 德国   | -          |
| 精密國際AW50F | 英国   | 反器材步槍 |
| 巴雷特M107    | 美国   | 反器材步槍 |

#### 霰彈槍
| 武器名稱  | 原產地 | 備註 |
| --------- | ------ | ---- |
| 雷明登870 | 美国   | -    |

### 個人裝備
- 作戰服
  - 全黑工作服
- 戰術頭盔
  -  M88 PASGT（已退役）
  -  Ops-Core FAST XP High Cut（黑色塗裝）
  -  Ops-Core FAST Carbon（黑色塗裝）
  -  Team Wendy Exfil LTP Ballistic（黑色塗裝）
- 抗噪耳機
  -  3M Peltor Comtac III
  -  3M Peltor Comtac XPI
  -  MSA Sordin
- 攜板背心
  -  Crye Precision AVS（黑色樣式）
  -  Crye Precision JPC 2.0（黑色樣式）
- 夜視儀
  -  GPNVG-18
- 無線電
- 防彈盾